# P.S.
P.S. je česká hudební skupina hrající punk a hardcore.
V první polovině roku 1986 se několik studentů z gymnázií v Praze 6 rozhodlo založit punkovou skupinu. Jedním ze zakládajících členů byl budoucí režisér Petr Zelenka alias Zelí (v té době ještě neznámý baskytarista skupiny „V noci“), díky němuž dostala skupina své jméno. Během vymýšlení názvu skupiny tehdy padalo množství nápadů a jedním z nich byl také „Masturband“. K tomu Zelí prohlásil: „Tak to už se můžem rovnou jmenovat Pohlavní styk!“ Ten nápad byl ostatními adolescenty nadšeně schválen. Nicméně vzhledem k tehdejší politické a společenské situaci se všichni shodli na tom, že rozumnější bude tento název před širší veřejností (a veřejnou bezpečností) skrýt do zkratky P.S. Kvůli případným dotazům na význam zkratky vymysleli pak krycí pojmenování Práce na Silnici.
Po několika zkouškách v létě a na podzim roku 1986 vznikla nakonec pětičlenná sestava: 
Girza (Václav) – kytara, 
Jimmy (Robert Vlček) – bicí
Johny Chaos (Jan Jukl) – kytara
Kratos (David Bartoš) – zpěv
Wonid (Jarda Cvach) – baskytara
V této sestavě odehráli asi 2 koncerty a na jaře v roce 1987 odchází Girza. Čtyřčlenná skupina P. S. natáčí v roce 1988 v Kouřimi demo „V oslovských lavicích“, které se pro několik generací českých punkerů stalo takřka kultovní záležitostí, což nejspíš členové P. S. dlouhou dobu snad ani netušili.
Ve stejném roce se skupina rozpadá, Johnny s Wonidem a s bubeníkem Yahodou zakládají Suicidal Commando, Jimmy s Kratosem, s Girzou a Sifonem (Šimon Budský) zakládají Kritickou Situaci.
V roce 1990 dochází v Kritické Situaci k personálním změnám, mimo jiné odchází Kratos a vzhledem k tomu, že se Wonid právě vrací z vojny a Suicidal Commando už nehraje, obnovují spolu činnost P. S. V roce 1992 natáčejí s kytaristou Barykem a bubeníkem Honzou Hladíkem demo „Krásnej den“.
V roce 1993 Baryka střídá Zdenál (Zdeněk Petr) a Hladíka Marvin (Petr Svoboda alias V. T. Marvin). V této sestavě natáčejí P. S. v letech 1993 - 94 dvě dema, z nichž jedno se ztratilo a druhé má zvuk nic moc. Názvy si nikdo nepamatuje.
V roce 1995 nahrávají demo „The Best of“, poté odchází Kratos. P. S. pokračují ve třech, v roce 1996 nahrávají demo „Třeba takhle“ a posléze za bicí usedá Mrsk (Aleš Mrštík).
V roce 1999 vzniká první CD - „The Battle of Elevator“ (Pancor).
V roce 2000 skupina přestává koncertovat, ale na podzim roku 2001 je na Slamníku uspořádána tzv. „Poslední Show“. Na této akci, která trvala téměř 3 hodiny a kde bylo odehráno snad 80 skladeb, se vystřídala většina bývalých členů, včetně Girzy, Jimmyho, Baryka i Kratose. Ačkoli byl koncert zamýšlen skutečně jako poslední, Zdeněk, Mrsk a Kratos se domlouvají, že by rádi opět pokračovali. Wonid ovšem odchází hrát do Už jsme doma, nicméně střídá zde Honzu Čejku (Šestku), který ochotně souhlasí s výměnou, tzn. bude hrát v P. S. na baskytaru místo Wonida. 
V roce 2002 nahrává skupina druhé CD: „Hele!“ (Pohoda Records), s Wonidem na druhou kytaru. V roce 2003 střídá Šestku Kejmy (Tomáš Kejmar), na post druhého zpěváka nastupuje Kuláč (V. T. Marvin, Tři Čutory) a skupina takto nahrává sedmipalec „Pivo za 2, 50“ (Pohoda Records). Tato sestava však nevydrží dlouho a poté hrají P. S. jen příležitostně v sestavě Kratos, Mrsk, Wonid, Zdenál. Wonid s Kratosem a Šestkou zakládají asi v roce 2005 experimentální projekt Living Pudding, o kterém prohlašují, že se jedná o volné pokračování skupiny P. S. 
P. S. přitom stále občas hrají, a v roce 2007 střídá Mrska Dáňa (Dan Král).
V roce 2017 dochází zatím k poslední personální změně v P. S.; Zdenála střídá Baryk (ten samý, kterého kdysi střídal Zdenál), Dáňu střídá Flashka (ex Dezinfekce). V této sestavě začali P. S. opět tvořit nové písně a není vyloučeno, že brzy (nebo možná trochu později) vznikne další album této originální Potrhlé Skupiny. 
SOUČASNÁ SESTAVA:
kytara: Baryk
basa: Wonid
bicí: Flashka
zpěv: Kratos
Bývalí členové: Jan Jukl (kytara, 2/86-88); Václav Girsa (kytara, 2/86-?); Jaroslav Baryk Barabáš (kytara, 1990-93); Petr Štěpánek (kytara); Jaroslav „Wonid“ Cvach (baskytara, zpěv, 1987-88, 1990-cca 11/98, 2007–dosud); Robert Vlček (bicí, 2/86-88); Milan Szanto (bicí, 1990-92); Jan Hladík (bicí, 1992), Jan Čejka – baskytara, Zdeněk Petr ( kytary, 1993-2017), Daniel deLuxe Král ( bicí, 2007-2017) a další...

## Albová diskografie
- Battle For The Elevator – 1998 (Pancor)
- Hele – 2002 (Pohoda Records)

Dema:
- V oslovských lavicích (1988)
- Krásnej den (1992)
- 3 (1993)
- The Best Of... (1994)
- Třeba takhle … (1995)
- Live in Trutnov (1996)